# Слобожанина, Анна Сергеевна
Анна Сергеевна Слобожанина (род. 21 мая 1993, Санкт-Петербург) — современная российская художница. Работает в жанре инсталляции и использует в своей практике мультидисциплинарный подход. Часто использует керамику, видео и фото, найденные природные объекты. Художница исследует явления и процессы, находящиеся в пространстве «изнанки» - обратной стороны имманентной реальности – сновидения, процессы исчезновения вещей и явлений, обряды и мифы, через эту призму часто обращаясь к смыслам и образам северных территорий. 

Также является автором бренда интерьерной керамики Lumi uni.
Главный для художницы материал – фарфор в неглазурованном бисквитном состоянии, она способна превратить его в крупные капли или же слёзы, в покрытые пунктирами точек сосуды разных размеров, в облекающую разбросанные по поверхности стола предметы тонкую шкурку. 

## Биография
Родилась в 1993 году в Санкт-Петербурге. 
С 2009 по 2013 получила среднее художественное образование в Российском колледже традиционной культуры по специальности «художник миниатюрной живописи». 
В 2018 году окончила Санкт-Петербургская художественно-промышленная академия имени А.Л. Штиглица (кафедра художественной керамики), в 2020 году получила степень магистра. 
В 2018 участвовала в  конкурсе «Придумано и сделано в России» в номинации «Дизайн-продукт» в категории «Посуда» с серией «Монастырь». 
Первый персональный проект «Хрупкое» был представлен в 2020 году в галерее «FFTN» (Санкт-Петербург). 
В 2020 году стала лауреатом первой Стипендиальной программы для художников Фонда «Frants Art Foundation». 
В 2021  стала участницей международного художественно-урбанистического проекта «Водная линия». 
Живет и работает в Санкт-Петербурге.
Работы находятся в частные коллекциях.

## Выставки
Персональные выставки
2021
«Приданое» Antonov Gallery,  Бертгольд-центр, Санкт-Петербург.
«Приданое», галерея «Эритаж», Москва
«Это просто жидкость это не просто жидкость», с Матвеем Корочкиным, Мастелерея, Санкт-Петербург
2020
«Хрупкое», галерея FFTN, Санкт-Петербург
«Приданое», Гостиные дворы, Архангельск
Групповые выставки:
2021
«Антология бедного в изобразительном искусстве и дизайне», Heritage gallery, Москва
2019
«Обычные вещи», ДК Громов, Санкт-Петербург

«Зимняя рассада», проект WINTER GARDEN, Бенуа1890, Санкт-Петербург
Умиротворяет только Анна Слобожанина в инсталляции «Капля за каплей». Это поиск аналогий между душевным спокойствием, отдыхом человека и сбором воды. Капли из белого фарфора, полученного обжигом при температуре 1300 градусов, висят над белым пляжным топчаном из дешевого пластика.
«Я присоединяюсь» в рамках CURATORIAL FORUM, Академия Штиглица, Санкт-Петербург
выставка по итогам арт-экспедиции KURBAVILLAGE, Ярославская область
«Вокруг вазы», Царицыно, Москва
2018
выставка номинантов конкурса «Придумано и сделано в России», Всероссийский музей декоративно-прикладного искусства, Москва 
выставка в рамках фестиваля книжной иллюстрации МОРС, Москва
2017
выставка по итогам международного студенческого симпозиума керамики BURO-BOX, Рига
2016
международный проект «Let’s meet - Wroclaw by the International Ceramic Mural», Вроцлав
Совместная выставка Матвея Корочкина и Анны Слобожаниной «Как мы провели это лето» Академии А.Л. Штиглица. 
Совместная выставка Матвея Корочкина и Анны Слобожаниной «Как мы провели это лето» Финистом Центра искусств.

## Резиденции
2021
City Says / «Город говорит» Архангельск 
2020
«Марьин дом» (Архангельская область, деревня Чакола) 
Karelian Air Residency (Сортавала, р. Карелия)

## Коллекции
Коллекция ваз «Утраченное» из тонкого фарфора
Серия сосудов «Монастырь».